# Pasteur Bizimungu
Pasteur Bizimungu (Gisenyi, 1950) è un politico ruandese.
È stato il quarto Presidente del Ruanda, in carica dal luglio 1994 al marzo 2000.

## Biografia
Nel 1990, dopo l'assassinio di suo fratello, un comandante delle forze armate ruandesi, entra a far parte dell'RPF (Fronte Patriottico Ruandese). Nel 1993 contribuì alla negoziazione degli accordi di Arusha che posero fine alla guerra civile. Dopo la morte di Juvénal Habyarimana, gli estremisti etnici (Bizimungu è un hutu) scatenarono il genocidio del Ruanda.
Nel luglio 1994 l'RPF ottenne il controllo del Paese e istituì un Governo di unità nazionale, con Bizimungu Presidente e Paul Kagame suo Vice. Nel 2000 quest'ultimo divenne Presidente.
Nel maggio 2001 Bizimungu fondò un nuovo partito, il Partito per il Rinnovamento Democratico. Venne bandito poi dal Governo e arrestato. Amnesty International lo nominò prigioniero di coscienza.
Nel 2004 è stato condannato a 15 anni di carcere per aver tentato di formare una milizia, per incitamento alla violenza e appropriazione indebita. Nell'aprile 2007 tuttavia è stato rilasciato.